# گذرنامه ارمنستانی
گذرنامهٔ ارمنستانی یک مدرک سفر بین‌المللی است که توسط کشور ارمنستان صادر می‌شود و بنا بر داده‌های سال ۲۰۲۳، دارندگان آن می‌توانستند به ۶۵ کشور دیگر بدون دریافت ویزا سفر کنند یا ویزا را در بدو ورود دریافت نمایند. این گذرنامه بر اساس رتبه‌بندی شاخص گذرنامهٔ هنلی در سال ۲۰۲۳ در رتبهٔ ۸۰ قرار داشت.

## صفحه اطلاعات هویتی
- تصویر دارنده گذرنامه
- نوع (P)
- کد کشور (Arm)
- شماره گذرنامه
- نام خانوادگی
- اسامی کوچک
- ملیت
- تاریخ تولد
- جنسیت
- کشور زادگاه
- تاریخ صدور
- تاریخ انقضاء
- کد صدور مجوز